# Ley Orgánica de derechos y deberes de los miembros de las Fuerzas Armadas de España
La Ley Orgánica 9/2011 de 27 de julio de derechos y deberes de los miembros de las Fuerzas Armadas (publicada en el BOE del 28 de julio de 2011) es una Ley Orgánica española. Entró en vigor el 1 de octubre de 2011.

## Estructura
La Ley comprende un total de 56 artículos divididos en un título preliminar y cinco títulos numerados y finaliza con una serie de disposiciones. Su estructura es la siguiente:
- Título preliminar. Disposiciones generales.
- Título I. Del ejercicio de los derechos fundamentales y libertades públicas.
- Título II. Apoyo al personal.
- Título III. Del ejercicio del derecho de asociación profesional.
  - Capítulo I. De las asociaciones profesionales de miembros de las Fuerzas Armadas.
  - Capítulo II. Del Consejo de Personal de las Fuerzas Armadas.
- Título IV. De los reservistas.
- Título V. Del Observatorio de la Vida Militar.
- 2 Disposiciones adicionales.
- Disposición transitoria única.
- Disposición derogatoria única.
- 15 Disposiciones finales.

## Antecedentes normativos
La Constitución Española de 1978.

Esta ley orgánica se dicta al amparo de lo previsto en el artículo 149. 1.1.ª y 4.ª de la Constitución.

## Desarrollo normativo
Debido a la juventud de la Ley Orgánica, no existe desarrollo normativo.